# جوزيف بيري بريك
جوزيف بيري بريك (بالإنجليزية: Joseph Berry Breck)‏ هو ضابط أمريكي، ولد في 12 يوليو 1828 في مين في الولايات المتحدة، وتوفي في 26 يوليو 1865 في سان فرانسيسكو في الولايات المتحدة.